# ARC (formato di file)
ARC è un formato di file per la compressione dati senza perdita.
Sviluppato da Thom Henderson e distribuito dalla System Enhancement Associates, il formato è diventato popolare tra le BBS.
Phil Katz, ideatore del formato ZIP, ha realizzato un clone del software di Henderson, denominato PKARC, prima di sviluppare PKZIP che ne ha soppiantato l'uso.